# Abella de la Conca
Abella de la Conca é um município da Espanha na comarca de Pallars Jussà, província de Lérida, comunidade autónoma da Catalunha. Tem 78,3 km² de área e em 2021 tinha 171 habitantes (densidade: 2,2 hab./km²).

## Demografia
| Variação demográfica do município entre 1991 e 2004 [carece de fontes?] | Variação demográfica do município entre 1991 e 2004 [carece de fontes?] | Variação demográfica do município entre 1991 e 2004 [carece de fontes?] | Variação demográfica do município entre 1991 e 2004 [carece de fontes?] |
| ----------------------------------------------------------------------- | ----------------------------------------------------------------------- | ----------------------------------------------------------------------- | ----------------------------------------------------------------------- |
| 1991                                                                    | 1996                                                                    | 2001                                                                    | 2004                                                                    |
| 164                                                                     | 186                                                                     | 179                                                                     | 187                                                                     |